# Tren de Aragua
Tren de Aragua è un'organizzazione criminale transnazionale di bande associate, che ha avuto origine in Venezuela agli inizi del nuovo millennio e si è successivamente diffusa in altre regioni dell'America centrale e negli Stati Uniti. Nel 2024 risultava composta da circa 5 mila membri.

## Storia

Lo stato di Aragua in Venezuela

La gang Tren de Aragua nasce nel 2005 nello Stato di Aragua, nella zona centro-settentrionale del Paese, in seguito alla costruzione della ferrovia che doveva collegare Aragua allo stato di Carabobo all'interno del Plan Socialista Nacional de Desarrollo Ferroviario. In seguito a difficoltà nell'ottenere il salario dallo Stato committente, che poi rinuncerà all'opera a causa della grave crisi economica del Paese, gli operai costituiti in sindacato iniziano a taglieggiare i fornitori e chi cerca lavoro
Il governo arresta l'intero sodalizio e lo rinchiude nel locale carcere di Tocorón, dove presto si organizza e diventa egemone al suo interno. Il gruppo è infatti un’evoluzione del fenomeno dei cosiddetti pranes (acronimo di “Preso Rematado Asesino Nato”, traducibile in “carcerato e super assassino nato”), che in Venezuela sono leader criminali che assumono un controllo assoluto delle carceri, sfruttando il sovraffollamento delle strutture e la corruzione del personale che dovrebbe gestirle.
Spiccano tra i capi (o cabecillas) della gang Larry Amaury Álvarez Núñez, alias Larry Changa (nato nel 1978 e arrestato nel luglio 2024 in Colombia), Yohan Jose Romero, alias Johan Petrica, Giovanni Vicente Mosquera Serrano, alias El Viejo  e soprattutto Hector Rustherford Guerrero Flores, alias el Niño Guerrero, classe 1983. Nel corso degli anni la prigione di Tocorón diventa completamente controllata dalla banda: con la complicità della amministrazione ne fa raddoppiare le dimensioni, facendo costruire al suo interno spazi per il tempo libero e lo svago, sale da gioco, uno zoo con animali esotici, uno spazio per fare scommesse sulle corse dei cavalli, un’arena di combattimento di galli, una discoteca e una banca rudimentale. Nella prigione i detenuti si muovono liberamente e in molti casi al suo interno si trasferiscono anche le loro famiglie.
Il Venezuela diventa in quegli anni il transito per la cocaina prodotta dai narcos colombiani, e il gruppo riesce dal carcere a prendere il dominio del contrabbando. Nel 2018 l'organizzazione decide di stabilirsi nel vicino dipartimento colombiano di Norte de Santander, per presidiare meglio il traffico di droga, arrivando a scontrarsi con i principali gruppi criminali colombiani, tra cui l’Esercito di Liberazione Nazionale e i Gruppi di Autodifesa Colombiani. Allo stesso tempo prende il controllo dei migranti tra i due paesi, taglieggiandoli e usandoli per il trasporto della droga.
Alla fine del ventennio, il Tren sbarca negli Stati Uniti occupandosi soprattutto della prostituzione delle migranti in Texas, Nevada, Illinois, California, Florida, Georgia, New Jersey e New York. Roosevelt Avenue nel Queens diventa nel gergo popolare il mercato delle fidanzate per la quantità di sex workers che la popolano.
Nel settembre 2023 la polizia venezuelana riprende il controllo della prigione con una operazione militare che coinvolge 11 mila soldati (il carcere conteneva circa 5 mila persone). Al suo interno i poliziotti sequestrano fucili di precisione, granate, esplosivi, lanciarazzi e munizioni varie; tra i rinvenimenti, anche computer per l'estrazione di criptovalute. Hector Guerrero Flores, che avrebbe dovuto essere detenuto nella prigione, risulta latitante insieme ad alcuni suoi luogotenenti.
Nel marzo 2025 anche la nuova amministrazione statunitense decide di contrastare lo sviluppo della organizzazione, deportando nel Centro di Confinamento del Terrorismo (Cecot), una delle carceri di massima sicurezza più grandi al mondo, in El Salvador 238 presunti membri senza la necessità di un processo giudiziario formale.
Il gruppo avrebbe ora spostato la sua base a Ciudad Juárez, in Messico, mantenendo comunque un presidio nel barrio di San Vincente di Maracay, luogo di nascita di Hector Guerrero Flores, dove grazie ad una fondazione benefica da essi gestita (la Fundación Somos el Barrio JK) ha ricevuto negli anni diversi aiuti governativi.

## Attività criminali

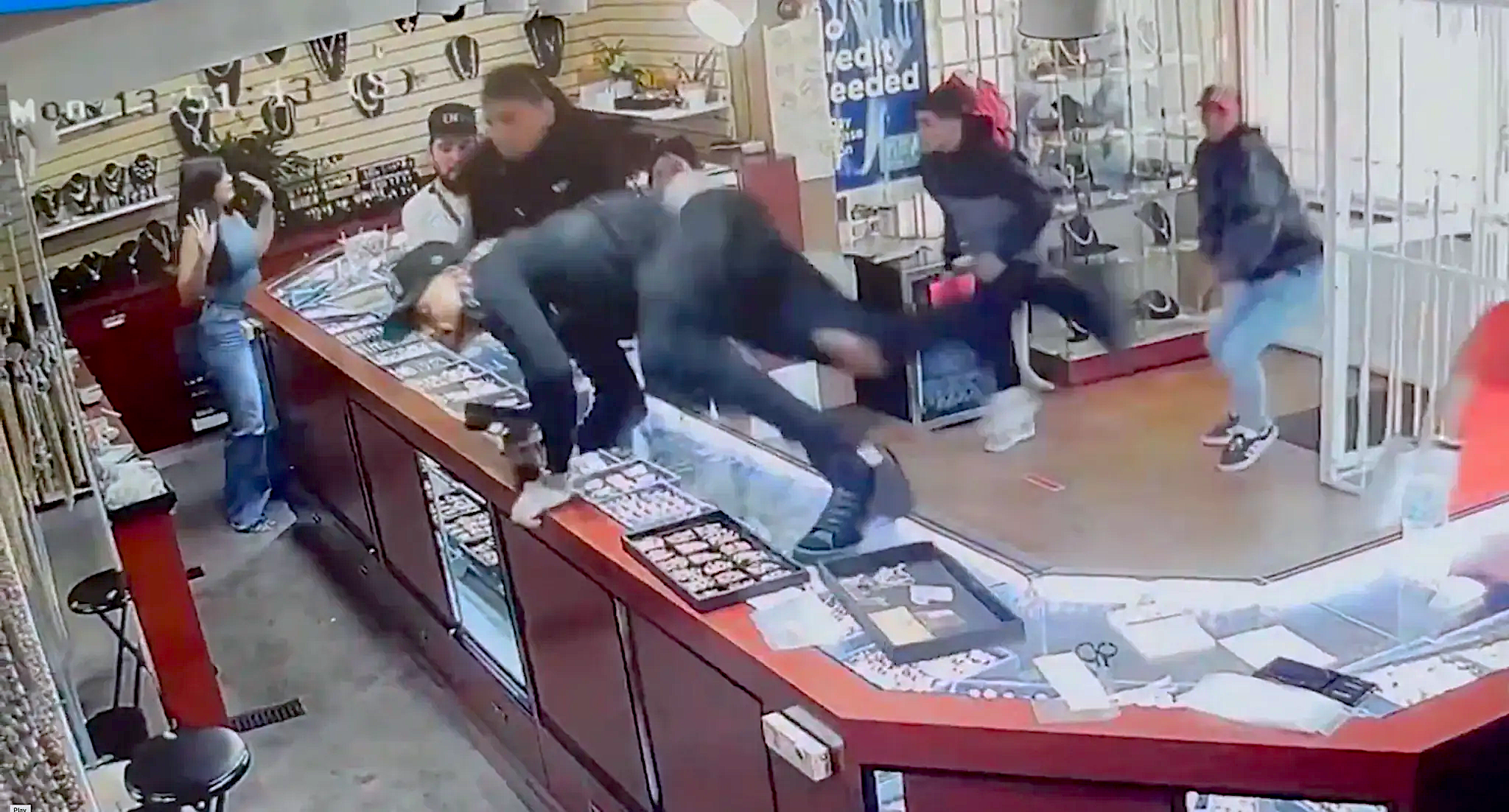
Rapina di membri del Tren de Aragua in una gioielleria a Denver, Colorado

Le principali fonti di guadagno del Tren de Aragua includono: estorsioni ai danni di commercianti, imprenditori e cittadini; traffico di droga, con collegamenti ai cartelli di varie zone dell’America Latina; traffico di esseri umani e prostituzione forzata, soprattutto ai danni di donne e migranti; sequestri e rapine, spesso accompagnati da violenze e intimidazioni per finanziare l’organizzazione; omicidi su commissione e gestione di armi.

## Diffusione nel mondo
Negli ultimi anni Tren de Aragua ha oltrepassato i confini venezuelani, estendendo le sue attività in Paesi limitrofi. Oltre ai già citati Colombia e Stati Uniti, approfittando dei flussi migratori di cittadini venezuelani in fuga dalla crisi economica e politica (dal 2015 al 2024 otto milioni di venezuelani hanno lasciato il paese). L’espansione geografica consente al gruppo di diversificare i canali di traffico (droga, armi, persone) e di stabilire contatti con altre organizzazioni criminali regionali.

### Perù
A causa della forte presenza del Tren de Aragua a Lima, sono aumentati i sentimenti di Xenofobia nei confronti dei venezuelani.
A seguito di scontri tra peruviani e migranti venezuelani al Gamarra di Lima, il capitolo "Los Gallegos" del Tren de Aragua ha diffuso un video in cui dichiarava "Non ci sarà pace per i peruviani che sostengono la xenofobia. Cominceremo a uccidere tutte le persone motorizzate peruviane", minacciando di uccidere i conducenti di mototaxi peruviani.
Nel solo 2023, almeno 183 membri sospettati sono stati arrestati.

### Cile
In Cile, dove i venezuelani sono circa 800mila, è diventata la banda criminale più temibile nel paese con il nome "I pirati di Aragua" o "Los Gallegos".
Ad ottobre 2021 sono emerse segnalazioni secondo cui le autorità cilene conducevano quattro diverse indagini relative all'organizzazione criminale.
Il 24 marzo 2022 la Polizia Cilena (PDI) ha dichiarato di aver smantellato la filiale cilena del Tren de Aragua.
Uno dei membri del Tren de Aragua catturato nel paese a marzo 2022 insieme ad altri sei trafficanti di migranti era ricercato da Interpol per omicidi in Venezuela e in Perù.
L'11 aprile 2024 le autorità cilene hanno accusato il Tren de Aragua dell'omicidio di Ronald Ojeda, un dissidente politico venezuelano e oppositore di Nicolás Maduro che viveva in Esilio in Cile. Le autorità cilene hanno accusato il ministro degli Interni del Venezuela, Diosdado Cabello, di aver ordinato al Tren de Aragua di eseguire l'omicidio e di aver pagato gli assassini.
Il leader della filiale cilena del Tren de Aragua, Rafael Gámez, è stato arrestato nello stato americano del Texas nel dicembre 2024 con l'accusa di traffico di esseri umani. Il Cile ha avviato le procedure per l'estradizione di Gámez.
Il governo ha dovuto istituire un processo storico, nella città portuale di Arica, che ha portato alla condanna, nel marzo 2025, di 34 membri della gang locale Los Gallegos e composta principalmente da venezuelani entrati nel paese durante la pandemia del COVID-19.

### Stati Uniti
Il Tren de Aragua emerge nel territorio degli Stati Uniti all'inizio degli anni 2020, in un periodo caratterizzato da un'impennata dei migranti che attraversavano il Confine Messico–Stati Uniti, in particolare provenienti dal Venezuela.
Il Tren de Aragua fece la sua prima apparizione a Chicago e nei sobborghi della città nell'ottobre 2023.
Nel gennaio 2024, l'FBI ha confermato le segnalazioni secondo cui la banda operava negli Stati Uniti.
Telemundo, citando molteplici casi penali contro sospetti membri della banda, scrisse a marzo 2024 che il gruppo “ha una presenza sempre più diffusa negli Stati Uniti.”
L'11 luglio 2024, il Dipartimento del Tesoro degli Stati Uniti e la Casa Bianca hanno annunciato sanzioni contro la banda, designandola come “organizzazione criminale transnazionale”. Il Dipartimento di Stato offre inoltre una ricompensa di 12 milioni di dollari per informazioni che portino all'arresto dei leader dell'organizzazione.
A New York, la banda è stata collegata, a partire dal 2022, a sparatorie, furti nei negozi al dettaglio, rapine in strada, prostituzione forzata, estorsioni e spaccio di droga.
Ad Aurora (Colorado), filmati di sorveglianza che mostrano uomini armati entrare in appartamenti sono diventati virali nell'agosto 2024,.
Nel novembre 2024, un investigatore statale ha dichiarato a KUTV che numerosi crimini nell'area metropolitana di Salt Lake City erano collegati al Tren de Aragua, inclusa una sparatoria avvenuta nel settembre 2024 a Herriman. La maggior parte dei reati segnalati includeva furto, distribuzione illegale di droga e estorsione sessuale.
Per combattere la presunta attività della banda, centinaia di agenti dell'ICE hanno partecipato a raid durante i mesi di gennaio e febbraio 2025. Un presunto membro della banda è stato arrestato.
Nel marzo 2025, 200 detenuti, che l'amministrazione Trump sosteneva fossero membri della banda Tren de Aragua, sono stati deportati dagli Stati Uniti verso El Salvador nonostante un'ordinanza giudiziaria che bloccava le deportazioni.

### Brasile
Dal 2021 il gruppo è individuato anche nello stato brasiliano di Roraima, sempre al seguito della massiccia immigrazione venezuelana, dove ha creato un'alleanza con il più famoso gruppo mafioso locale, il Primeiro Comando da Capital.

### Bolivia
Il Tren de Aragua si è impegnato nel traffico di donne attraverso il confine boliviano verso Santiago.

## Caratteristiche
Al vertice si trovano i boss, detenuti o latitanti, che gestiscono l’organizzazione anche a distanza, attraverso complici all’esterno e comunicazioni clandestine. A livello intermedio operano cellule locali, ognuna specializzata in un settore (estorsioni, droga, etc.). In cambio della protezione del gruppo, i membri sono obbligati a versare una quota dei proventi delle loro attività al vertice.
La gang agisce con metodi spietati, imponendo il proprio controllo sui territori attraverso la paura, con l’obiettivo di massimizzare i profitti illeciti e consolidare la propria influenza.
Anche se inizialmente non necessari, i tatuaggi negli ultimi tempi contraddistinguono gli affiliati: treni e kalashnikov sarebbero i più utilizzati. A seguire corone, stelle, orologi e riferimenti al basket.